# IC 1617
IC 1617 је лентикуларна галаксија у сазвјежђу Феникс која се налази на листи објеката дубоког неба у Индекс каталогу.
Деклинација објекта је - 51° 1' 57" а ректасцензија 1h 4m 16,7s. Привидна величина (магнитуда) објекта IC 1617 износи 13,7 а фотографска магнитуда 14,6. IC 1617 је још познат и под ознакама ESO 195-28, AM 0102-511, IRAS 01020-5117, PGC 3818.